# Fu Daokun
Fu Daokun, död efter 1626, var en kinesisk målare. 
Inte mycket är känt om hennes liv, men hon var gift med akademikern Fan Taixue i Shaoxing och beskrivs som en talangfull skönhet som lärde sig målarkonsten redan som barn. Hon blev bekant med konstkritikern Fan Yunlin (gift med diktaren Xu Yuan), som beskrev henne som en skicklig landskapsmålare. Hon ska också ha varit en skicklig kopist, och hennes kopior av verk från Tangdynastin och Songdynastin ska ha varit omöjliga att skilja från originalen. Hon var berömd i sin framtid och framhölls som en stor konstnär av kritikerna, men hon ska endasta ha tagit emot beställningar från sina familjemedlemmar.  
Hon var vid sidan av Fan Daokun en av endast två kvinnliga konstnärer som erkändes som Kinas största konstnärer. 